# Rio Thur (Suíça)
O Thur é um rio da Suíça de 125 km, com um fluxo médio de 47 m³/s e uma bacia hidrográfica de 1 724 km².
A nascente do Thur situa-se no maciço de Säntis, na comuna de Alt Sankt Johann, no cantão de São Galo. Ele segue em seguida para o cantão de Turgóvia, a quem deu seu nome, e para o cantão de Zurique até Flaach, onde desagua no rio Reno na fronteira com a Alemanha, a sul de Schaffhausen.

## Etimologia
Seu nome vem da palavra indo-européia Dhu, que significa "apressado".